# ウェルカムボード
ウェルカムボードとは、店舗店頭や各種会場入り口付近に設置される「WELCOME」などと書かれた小型サインボード、看板の総称。
多数の対象者に当該ボードに記載された情報を伝え、迎え入れるよう誘導するための板状の看板。
黒板などによる書き換え可能な同品も散見される。レストランの場合、ランチメニューやお薦めメニューなども書かれている場合もあり、「入り口前専用の看板、サインボード」的な用途が主。

## 結婚式用ウェルカムボード
結婚披露宴会場の入り口に置かれた結婚披露宴演出用のボードのこと。新郎新婦の名前が表記されており、ゲストへ会場の場所を知らせると共に、二人の個性的な歓迎を演出するアイテムの一つ。専門の業者に発注する場合がほとんどだが、最近は新郎新婦が自ら手作りすることで、オリジナルティ豊かなボードを作ることが多い。
結婚式に使うウェルカムボードの語源について、諸説あるものの、来賓を歓迎する「Welcome」の文字から、その呼称が一般に拡がったとされている。近年は、必ずしも同文字列について必須とはされていない。